# Bitwa pomiędzy USS Kearsarge i CSS Alabama
Bitwa pomiędzy USS Kearsarge i CSS Alabama (fr. Le Combat du Kearsarge et de l’Alabama, fr. The Battle of the USS „Kearsarge” and the CSS „Alabama”) – obraz olejny namalowany przez francuskiego malarza Édouarda Maneta w 1864, przedstawiający bitwę morską między dwoma amerykańskimi okrętami USS Kearsarge oraz CSS Alabama w czasie wojny secesyjnej (1861–1865). Dzieło powstałe miesiąc po ukazanym wydarzeniu, obecnie jest przechowywane w Philadelphia Museum of Art w Filadelfii.

## Okoliczności powstania obrazu
Obraz Maneta przedstawia ważny epizod z amerykańskiej wojny domowej. W czerwcu 1864 uwagę opinii publicznej w Europie i Ameryce przykuła bitwa morska między dwoma amerykańskimi okrętami na międzynarodowych wodach u wybrzeży francuskiego Cherbourga. W czasie wojny secesyjnej Unia zablokowała porty Konfederacji, a ta przekształciła część swoich statków handlowych w okręty wojenne, które podjęły się działań rajderskich i licznych ataków na siły morskie przeciwnika. Jednym z najbardziej znanych okrętów Konfederacji był CSS Alabama. W czerwcu 1864 dokował on w Cherbourgu, a po ośmiu dniach wypłynął z portu i 19 czerwca stoczył pojedynek z oczekującym go w pobliżu okrętem Unii, USS Kearsarge. Walkę z wybrzeża obserwowało wielu świadków. Statki początkowo zataczały kręgi, ostrzeliwując się nawzajem. W wyniku trwającej ponad godzinę wymiany ognia Alabama została poważnie uszkodzona i zaczęła tonąć od strony burty.
Manet nie był bezpośrednim świadkiem bitwy, lecz czytał o niej w prasie. Zdecydował o uwiecznieniu zdarzenia na płótnie. Już miesiąc później, w lipcu 1864, wystawił ukończony obraz w paryskiej galerii. Wkrótce po ukończeniu dzieła Manet był jednym z turystów wizytujących zwycięski okręt w czasie jego postoju w porcie w Boulogne-sur-Mer.

## Opis obrazu
Dzieło Maneta jest pierwszym z kilku jego obrazów o tematyce morskiej. Stanowi przykład zainteresowania artysty tym tematem oraz wydarzeniami współczesnego mu świata. Manet w młodości próbował bez powodzenia podjąć naukę w szkole morskiej, w tym celu odbył nawet półroczny rejs statkiem.
Obraz w ¾ swej powierzchni ukazuje wody oceanu, które przybierają odcienie turkusu, błękitu i szarości. Wysoko na horyzoncie usytuowane zostały dwa okręty biorące udział w bitwie. Znajdujący się bliżej CSS Alabama przedstawiony został w chwili zanurzania się pod wodę. Nad tonącym okrętem oraz pozostającym w oddali i przyciemnionym USS Kearsarge unoszą się wielkie chmury dymu. Na pierwszym planie znajduje się nieduża łódź ratunkowa, przybywająca na pomoc marynarzom porzucającym tonący okręt.